# Of Wars in Osyrhia
Of Wars in Osyrhia je studiové album francouzské kapely Fairyland.

## Seznam skladeb
1. „And So Came The Storm“ - 1:26
2. „Ride With The Sun“ - 4:54
3. „Doryan The Enlightened“ - 5:43
4. „The Storyteller“ - 3:48
5. „Fight For Your King“ - 5:42
6. „On The Path To Fury“ - 5:37
7. „Rebirth“ - 4:30
8. „The Fellowship“ - 6:24
9. „A Dark Omen“ - 5:56
10. „The Army Of The White Mountains“ - 6:01
11. „Of Wars In Osyrhia“ - 10:55
12. „Guardian Stones“ (Japonský bonus) - 4:13